# Okřešice (Česká Lípa)
Okřešice jsou obcí 3 km JV vzdálenou od okresního města Česká Lípa, jehož součástí se staly 27. listopadu 1971.

## Historie
Ves je jmenována od 15. století až do 20. století pouze Aschendorf. Ves Okřešice, která je připomínána v 15. století, je dnešní Stráž u České Lípy. Po roce 1918 dostal Aschendorf jméno Okřešice omylem tehdejších historiků, a tak už to zůstalo.
Dne 19. prosince 1622 mocný Albrecht z Valdštejna koupil ves Aschendorf spolu s částí města Česká Lípa. Patřila k novozámeckému panství. V roce 1886 obec zčásti vyhořela. V roce 1896 zde byla postavena kaple svatého Josefa. Po roce 1850 patřila obec ke Svárovu a od roku 1869 byla stále uváděna jako Aschendorf (také Ašendorf)
Roku 1947 byla dokončena elektrifikace obce. Ve 20. století zde vyrostlo mnoho rekreačních objektů. Při sčítání l koncem roku 1970 zde žilo 49 stálých obyvatel ve 14 trvale osídlených domech.

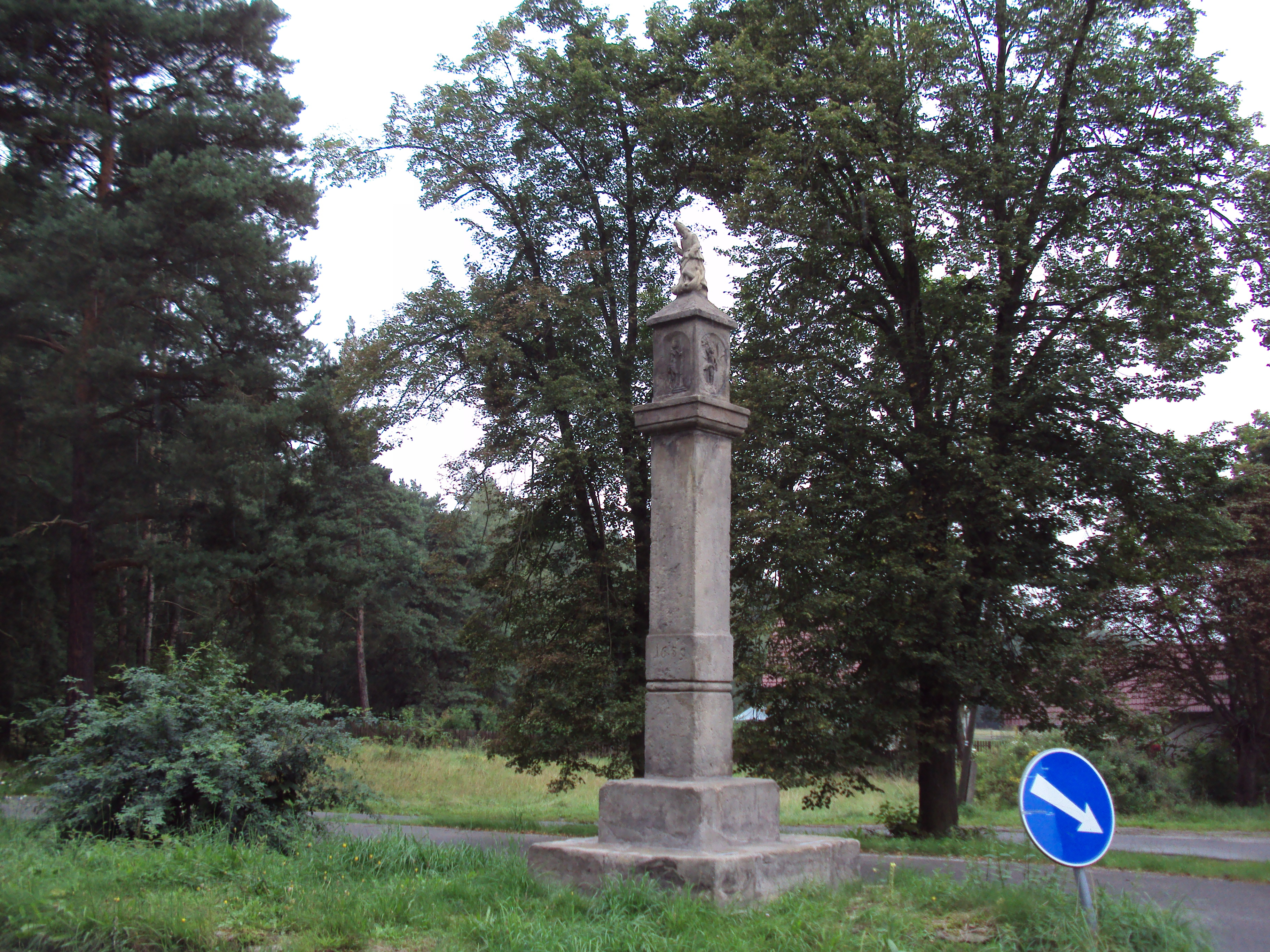
Sloup u zastávky MHD

## Další informace
Vesnička je 3 km jihovýchodně od České Lípy, zhruba 1 km od autodromu u Sosnové. Půda zde byla písčitá, nepříliš úrodná, přesto zde lidé obdělávali pole a chovali dobytek. Více jich pracovalo v lomech a okolních rozsáhlých lesích (jménem Vřesoviště).. Poblíž obce vede železniční trať 080 z České Lípy na Doksy s rozbočením na Zákupy a Liberec (Trať 086). Přímo přes vesnici vede modrá turistická trasa pro pěší z České Lípy k Máchovu jezeru. Do obce zajíždí linka 207 MHD z České Lípy.

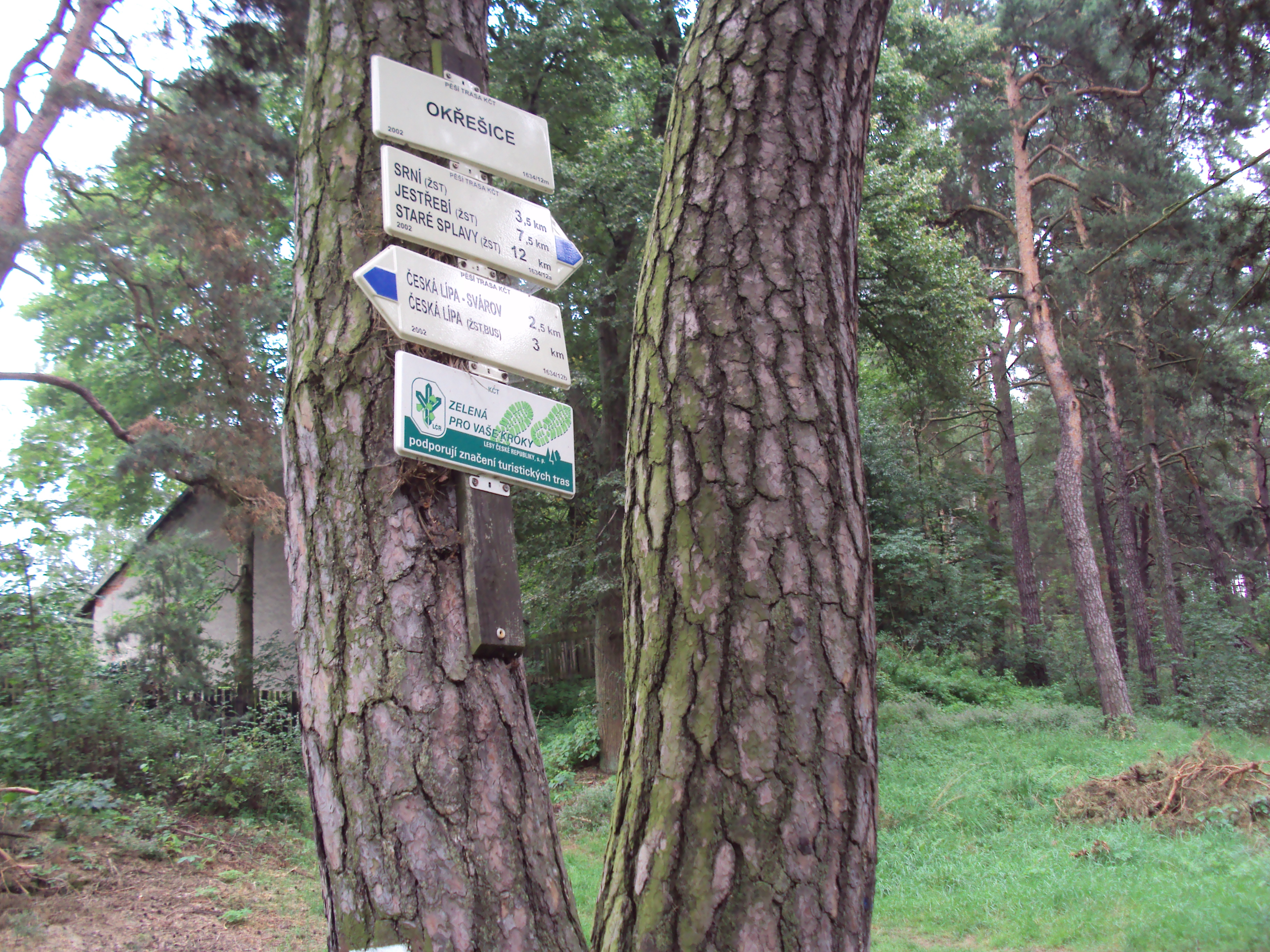
Rozcestník pro turisty

U zastávky je uzamykatelný objekt křížku a kamenný sloup se soškou.
Zhruba 1 km východně je přírodní památka Okřešické louky, vyhlášena roku 2008.

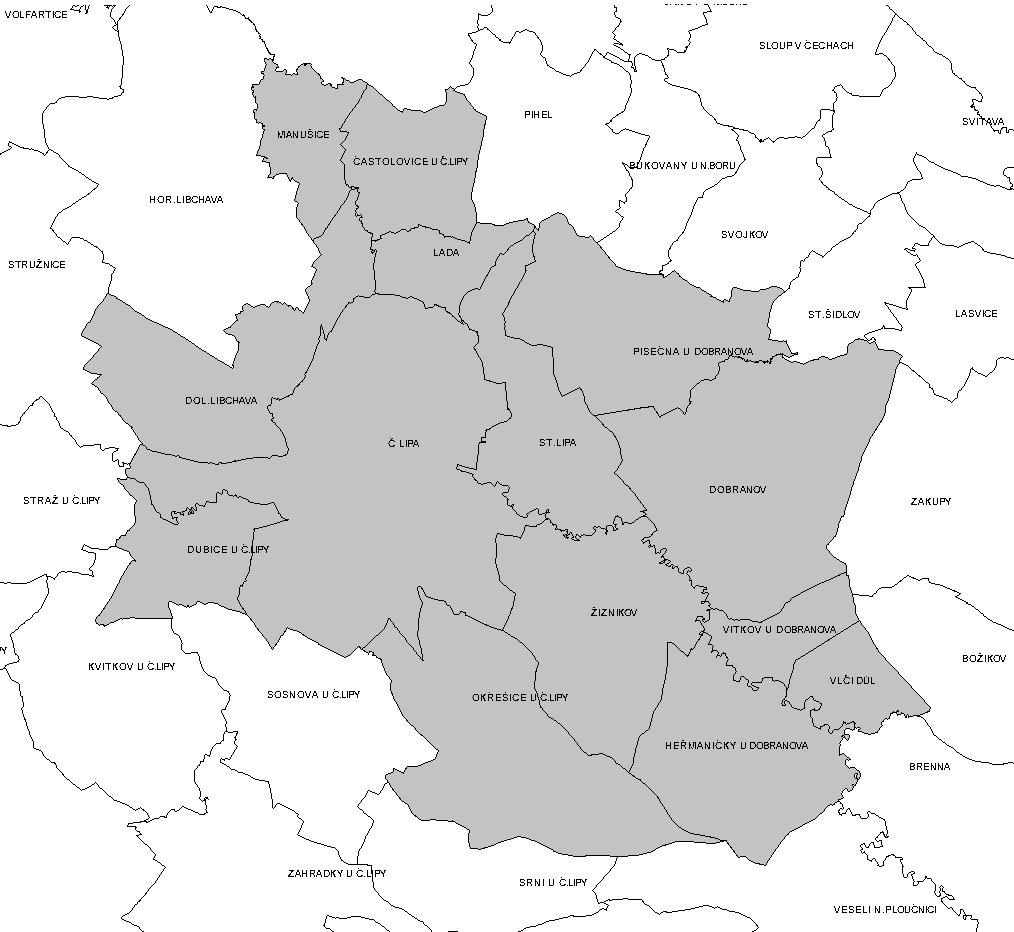
Katastrální členění České Lípy